# こだま兼嗣
こだま 兼嗣（こだま けんじ、本名：児玉 兼嗣（読み同じ）、1949年12月13日 - ）はアニメ監督、映画監督、キャラクターデザイナー。北海道出身。日本アニメーター・演出協会（JAniCA）会員。開志専門職大学 アニメ･マンガ学部教授（2021年 - 2023年）。妻はアニメーターでイラストレーターである神村幸子。

## 来歴・人物
1971年に漫画家を目指して上京。東京ムービーの社員募集広告を見たのがきっかけで同社に入社する。当初は「絵を描かせるためにアシスタントを募集しているんだろう」と勘違いしてしまい、アニメーターという職業が如何なるものかも知らなかったが、「絵で収入が得られるならいいか」と受け止めた。
「巨人の星」「ルパン三世 (TV第1シリーズ)」の動画を手掛けた後、大塚康生・楠部大吉郎による原画スタッフ昇格試験をパスして、「新オバケのQ太郎」などの作画を担当した。その時に影響を受けたのが、椛島義夫の独特のタイミングだった。椛島に師事していた頃、毎日、出社すると呼び出されて描き直しをさせられていたという。アニメーターを辞めた後に椛島から「お前は見込みがあるから鍛えていたんだ」と言われたとコメントしている。
「ルパン三世 (TV第2シリーズ)」で初めて作画監督を務め、月2本のサイクルで仕事を受けていたが、実際は北原健雄が作画のチェックを仕切っており、こだまは北原の補佐に近いポジションだった。その時の北原の上手さに打ちのめされたことや、椛島・長浜忠夫に「このキャラクターはこういうことはしないんだ」とよく注意されたことで「僕はアニメーターに向いていないのではないか」「僕の原画と別の人の原画で、キャラクターの性格や行動が食い違っている。でも作画スタッフの立場ではそこまで指摘できない」「自分の中のイメージで作品を捉える感覚の方が周りより負けないのでは」「止まった絵は描けるけど、動かすことに興味が湧かなかった」「人から言われて絵を描くより、自分で物語・展開・画面・カット割りを考えたい」と悩み、アニメーターとしての仕事と並行して御厨恭輔から演出の初歩を学び、「ルパン三世 ルパンVS複製人間」の吉川惣司による絵コンテを何十回も読み直して、見よう見まねながら画面の作り方・テンポの出し方を徐々に掴んでいった。
「ルパン三世 (TV第2シリーズ)」の11話で初めて絵コンテを手掛ける。ただし、東京ムービーでは「演出は正社員として採用しない」という決まりがあったため、「宮本誠司」名義での参加だった。その後もアルバイトで「ドラえもん」「怪物くん」等の絵コンテを「山本一」名義で担当した。
「新ど根性ガエル」の第26話「ミス桃の節句は誰だの巻」で初演出。「新・ど根性ガエル」制作終了後に独立。同時期にこだま・神村幸子・川越淳・阿部純子・菖蒲隆彦からなるフリーアニメーター集団兼こだまの個人事務所「スタジオイルカ」を設立。その後、数々のアニメで監督、演出、キャラクターデザイン、作画監督を務めている。
「キャッツ♥アイ」（1983年-1985年）第2シリーズで初監督。「シティーハンター」（1987年-1995年）では、既にキャラクターデザインとして起用が決まっていた神村幸子の紹介により、シリーズ全体の総監督、監督、演出、コンテ、脚本を担当。自身のプロダクションであったスタジオイルカ、サンライズのスタッフ、そして「ルパン」時代の師匠格にあたる北原や青木悠三等とともに、シリーズを大ヒットに導く。
監督業に専念するようになって久しい1990年代には「名探偵コナン」（1996年 - ）の監督を6年間務め、テレビ、映画全作品の監督、演出を行う多忙な日々を送る。諸事情から「コナン」を降板した後は2年ほど活動を行わなかったが、2007年からは読売テレビとサンライズが制作した「結界師」の監督を務めた。文化庁メディア芸術祭第10回 アニメーション部門 審査委員会推薦作品受賞。
2023年10月、絵コンテを切るための画面作り・カット割り等の基本の技法書「初心者のための絵コンテの描き方」をACM技法書製作委員会より発売する。

## 作風
「演出する側が演出の技巧に拘り過ぎると、シリーズ全体どころか原作そのものをダメにしてしまう」という意向から、「如何に画面に出てくる内容を視聴者にわかりやすくみせるか」を大事にしている。
「視聴者に画面構成を意識させてしまうとかえって疲れさせてしまう」「視聴者が作品世界にすんなりと入っていける様にしたい」という意向から、カメラワーク・カメラアングルを凝って計算する様なことは一切しない様に心掛けている。
意識的に注意しているのは「キャラクターをきちんと動かせているか?」であり、どんなキャラクターでも「この人はどういう話し方なのか?」「コーヒーは飲むのか?飲まないのか?」「タバコは吸うのか?」「趣味は何なのか?」「車の運転はどういう感じなのか?」をキャラクター全員に対して、まんべんなく追求して掘り下げた上で絵コンテを切る。それ故にシナリオの決定稿に敢えて手を加える時はストーリーの縦軸は変わらなくても、キャラクターが様変わりすることが多い。
テレビアニメシリーズでどんなに製作費・作画枚数が制限されていても、「もしこの回が劇場アニメだったら、ここで存分に派手な動きはするだろう」と想定しながら絵コンテに挑んでいる。
原作の方向性を見極めつつ、メインターゲットを絞り込む際に、「視聴者は何を求めているのか」を考えるというプロデューサー的な思想を持って挑んでいる。これは諏訪道彦の影響が強い。

## 発言
若い人に実践して欲しいことについて「本をいっぱい読んで欲しい。演出家に最も必要なのはイマジネーション。文字を読んで頭の中にシーンが浮かばない人に演出家は無理だと思います。先にイマジネーションが出来ていれば、現場で覚える知識はたいしたことではありません。すぐ覚えられます。だけど、本を読んでイメージすることは、教えられて出来るものではないんです。後はもう、がむしゃらに量をこなして欲しいんです。みんな、仕事をやらなすぎ(笑)。」とコメントしている。
他の監督から受けた影響について「カッティング(編集)では出﨑統監督の影響を受けました。例えばキャラクターが走っている絵で「曲がる」「階段を昇る」などの絵を尺数ぴったりに繋がず、ポンポンポンと切ってテンポをつけている。ハッとしましたね。」とコメントしている。
印象に残っている東京ムービーの作品に「ルパン三世 (TV第2シリーズ)」を挙げ「視聴率が30パーセントぐらい行ったし、ちょうど僕が演出に興味を持ち始めた頃に参加した作品だし、いろんな意味で転機になりましたね。」とコメントしている。

## 評価
本郷みつるは「こだま兼嗣さん著の『初心者のための絵コンテの描き方』は初心者向けの手に入る本の中では最高の本だと思います。一読をお勧めします」とツイートしている。
大塚隆史は「こだま兼嗣さんの著書。とてもためになりました。何となくやってたことも改めて言語化されると気づくことも多く、勉強になりました!」とツイートしている。
西田亜沙子は「アニメ検定のテキストとこだま監督の初心者のための絵コンテの描き方はいい本ですよ。絵コンテの描き方はコンテを読むさいにもレイアウトを描く際にも役に立ちます。両方買って作画スタジオに置いておくといいです。」とツイートしている。

## 主な作品

### テレビアニメ
- ジャングル黒べえ（1973年、原画）
- 侍ジャイアンツ（1973年 - 1974年、原画）
- はじめ人間ギャートルズ（1974年 - 1976年、原画）
- 元祖天才バカボン（1975年 - 1977年、原画）
- 花の係長（1976年、原画）
- ルパン三世 (TV第2シリーズ)（1977年 - 1980年、作画監督・絵コンテ・原画）
- 日生ファミリースペシャル「二十四の瞳」（1980年、キャラクターデザイン・作画監督）
- あしたのジョー2（1980年 - 1981年、原画）
- ドラえもん（1980年 - 1983年、絵コンテ）
- 新・ど根性ガエル（1981年 - 1982年、演出・絵コンテ・原画）
- 怪物くん（1982年、絵コンテ）
- とんでモン・ペ（1982年 - 1983年、ディレクター）
- スペースコブラ（1982年 - 1983年、演出・絵コンテ）
- レディジョージィ（1983年、絵コンテ）
- キャッツ♥アイシリーズ
  - 　第1期（1983年 - 1984年、ディレクター・絵コンテ・原画）
  - 　第2期（1984年 - 1985年、チーフディレクター・ディレクター）
- みゆき（1983年 - 1984年、演出・絵コンテ）
- イーグルサム（1983年 - 1984年、絵コンテ）
- ルパン三世 PARTIII（1984年 - 1985年、演出・絵コンテ）[11]
- ロボタン（1986年版、演出・作画監督）[12]
- Bugってハニー（1986年 - 1987年、絵コンテ）
- シティーハンターシリーズ
  - シティーハンター（1987年 - 1988年、監督・演出・絵コンテ・構成）
  - シティーハンター2（1988年 - 1989年、監督・絵コンテ・構成）
  - シティーハンター3（1989年 - 1990年、監督・絵コンテ・原画）
  - シティーハンターSP・ザ・シークレット・サービス（1996年、監督・脚本）
- わたしとわたし ふたりのロッテ（1991年 - 1992年、チーフディレクター・絵コンテ）
- フランダースの犬 ぼくのパトラッシュ（1992年 - 1993年、チーフディレクター・絵コンテ）[13]
- 疾風!アイアンリーガー（1993年 - 1994年、1期ED絵コンテ）
- おまかせスクラッパーズ（1994年 - 1995年、絵コンテ）
- モンタナ・ジョーンズ（1994年 - 1995年、絵コンテ）
- 名探偵コナン（1996年 - 2002年、監督（初代）→総監督 / 演出・絵コンテ・構成・OP絵コンテ / 演出・ED絵コンテ / 演出）[14]
- ブラック・ジャック2時間スペシャル 〜命をめぐる4つの奇跡〜（2003年、絵コンテ）
- 鉄人28号（2004年、絵コンテ）
- モンキーパンチ漫画活動大写真（2004年 - 2005年、絵コンテ）
- かみちゅ!（2005年、絵コンテ）
- マジカノ（2006年、絵コンテ）
- 結界師（2006年 - 2008年、監督・絵コンテ）
- テイルズ オブ ジ アビス（2008年 - 2009年、監督・絵コンテ）
- 犬夜叉 完結編（2009年 - 2010年、絵コンテ）
- たまごっち!（2009年、2012年、絵コンテ）
- エリアの騎士（2012年、絵コンテ）
- しまじろうのわお!（2012年 - 2014年、絵コンテ）[15]
- アイカツ!（2014年 - 2016年、絵コンテ）
- GO-GO たまごっち!（2014年、絵コンテ）
- アイカツスターズ!（2016年 - 2018年、絵コンテ）
- アイカツオンパレード!（2019年、絵コンテ）
- 半妖の夜叉姫（2021年、絵コンテ）

### 映画
- シティーハンターシリーズ（監督）
  - シティーハンター劇場版・愛と宿命のマグナム（1989年）
  - シティーハンター劇場版・ベイシティウォーズ（1990年）
  - シティーハンター劇場版・百万ドルの陰謀（1990年）
  - 劇場版シティーハンター 〈新宿プライベート・アイズ〉（2019年、総監督）[16]
  - 劇場版シティーハンター 天使の涙（2023年、総監督）
- 翔べ!ペガサス 心のゴールにシュート（1995年、絵コンテ）
- 劇場版名探偵コナンシリーズ（監督、絵コンテ）
  - 名探偵コナン 時計じかけの摩天楼（1997年）[17]
  - 名探偵コナン 14番目の標的（1998年）[18]
  - 名探偵コナン 世紀末の魔術師（1999年）[19]
  - 名探偵コナン 瞳の中の暗殺者（2000年）[20]
  - 名探偵コナン 天国へのカウントダウン（2001年）[21]
  - 名探偵コナン ベイカー街の亡霊（2002年）[22]
  - 名探偵コナン 迷宮の十字路（2003年）[23]

### その他
- ウィザードリィ（1992年、絵コンテ）
- ルパン三世 Master File「ルパン一家勢揃い」（2012年、監督・絵コンテ）

### 書籍
- 初心者のための絵コンテの描き方（2023年、ACM技法書製作委員会）[7]